# La fine di Paganini
La fine di Paganini (La Fin de Paganini) è un cortometraggio muto del 1910 diretto da Étienne Arnaud e Louis Feuillade.

## Produzione
Il film fu prodotto dalla Société des Etablissements L. Gaumont.

## Distribuzione
Distribuito dalla Société des Etablissements L. Gaumont, uscì nelle sale cinematografiche francesi nel 1910. Il film è conosciuto anche con il nome internazionale in inglese The End of Paganini.